# Тибести (департамент)
Тибести е департамент, разположен в регион Борку-Енеди-Тибести, Чад, с население 21 970 души (2009). Департаментът се поделя на под-префектурите: Аозу, Бардаи, Зуар, Зумри, Уур., негов административен център е град Бардаи.